# ジェイ・インスレー
ジェイ・ロバート・インスレー（英語: Jay Robert Inslee、1951年2月9日 - ）は、アメリカ合衆国の政治家。第23代ワシントン州知事を務めた。

## 経歴
1951年2月9日にワシントン州シアトルに誕生する。シアトルのイングラハム高校を卒業後はワシントン大学に進学し、その後ウィラメット大学法科大学院を卒業した。
1960年代から1970年代にかけて両親が学生グループを率いて自然保護活動の旅行をNPCAと共同してレーニア山国立公園で行ったことで、自然や国立公園保全に対する関心が高まることとなった。
ワシントン州セーラにおいて10年間弁護士を開業する。学校債を議会通過させるために何年も活動したが、州議会が否決した1988年に州下院議員選挙に出馬して当選した。
1998年にアメリカ合衆国下院議員に選出される。
2012年のワシントン州知事選挙では、共和党のロブ・マッケナを破ってワシントン州知事に選ばれた。

## 参照
1. ↑  Putting Parents Before Pollsters, Alicia Mundy, May 9, 2007
2. ↑  PVS Biography.